# Federação Paranaense de Futsal
La Federação Paranaense de Futsal (conosciuta con l'acronimo di FPFS) è un organismo brasiliano che amministra il calcio a 5 nella versione FIFA per lo stato di Paraná.
Tra le più antiche del Brasile essendo stata fondata il 10 febbraio 1956, la FPFS ha sede nel capoluogo Curitiba ed ha come presidente Firmino Dias Lopes. La sua selezione non ha però mai vinto il Brasileiro de Seleções de Futsal, giungendo tre volte seconda (1983, 1993, 2005). Meglio è andata nel Brasileiro de Seleções Sub-20 de Futsal dove Paraná si è laureato campione nel 2004

## Palmarès
- 1 Brasileiro de Seleções Sub-20 de Futsal: 2004